# Горбунова Анастасія
Анастасі́я Горбуно́ва (* 1995) — українська гірськолижниця.

## З життєпису
Проживає в місті Мукачево. 2011 року на Чемпіонаті України з гірських лиж здобула срібну нагороду в слаломі-гіганті
В січні 2012 року на Зимових юнацьких Олімпійських іграх під час змагань у гігантському слаломі брала участь, не зважаючи на те, що за кілька днів перед зазнала травми (потягнула хрестовидний м'яз і гомілкостоп). Посіла 30-те місце серед 55-ми учасниць.